# Liste des dirigeants actuels des États et territoires australiens
Cette page dresse la liste des dirigeants actuels des États et territoires australiens.

## Dirigeants des États et des territoires métropolitains
| État ou territoire                           | Statut             | Nom                   | Depuis le         |
| -------------------------------------------- | ------------------ | --------------------- | ----------------- |
| Australie-Méridionale                        | Gouverneur         | Frances Adamson (en)  | 7 octobre 2021    |
| Australie-Méridionale                        | Premier ministre   | Peter Malinauskas     | 21 mars 2022      |
| Australie-Occidentale                        | Gouverneur         | Kim Beazley           | 1er mai 2018      |
| Australie-Occidentale                        | Premier ministre   | Roger Cook            | 8 juin 2023       |
| Nouvelle-Galles du Sud                       | Gouverneure        | Margaret Beazley      | 2 mai 2019        |
| Nouvelle-Galles du Sud                       | Premier ministre   | Chris Minns           | 28 mars 2023      |
| Queensland                                   | Gouverneure        | Jeannette Young       | 1er novembre 2021 |
| Queensland                                   | Premier ministre   | David Crisafulli      | 28 octobre 2024   |
| Tasmanie                                     | Gouverneure        | Barbara Baker         | 16 juin 2021      |
| Tasmanie                                     | Premier ministre   | Jeremy Rockliff       | 8 avril 2022      |
| Territoire de la baie de Jervis              | Directeur régional | Berverly Ardler       |                   |
| Territoire de la capitale australienne (ACT) | Ministre en chef   | Andrew Barr           | 11 décembre 2014  |
| Territoire du Nord                           | Administrateur     | Hugh Heggie           | 2 février 2023    |
| Territoire du Nord                           | Ministre en chef   | Lia Finocchiaro       | 28 août 2024      |
| Victoria                                     | Gouverneure        | Margaret Gardner (en) | 9 août 2023       |
| Victoria                                     | Première ministre  | Jacinta Allan         | 27 septembre 2023 |

## Administrateurs des territoires extérieurs
| Territoire                              | Nom                 | Depuis le     |
| --------------------------------------- | ------------------- | ------------- |
| Ashmore-et-Cartier                      | Simon Crean         | 2011          |
| Île-Christmas                           | Farzian Zainal (en) | 26 mai 2023   |
| Île-Norfolk                             | Michael Colreavy    | Décembre 2021 |
| Îles-Cocos (Keeling)                    | Farzian Zainal      | 26 mai 2023   |
| Îles-Heard-et-MacDonald                 | Tony Fleming        | Août 2011     |
| Territoire antarctique australien       | Tony Fleming        | Août 2011     |
| Territoire des îles de la mer de Corail | Simon Crean         | 2011          |